# Zilverbruin blauwtje
Het zilverbruin blauwtje (Aricia nicias, soms geplaatst in het geslacht Plebejus) is een vlinder uit de familie van de kleine pages, vuurvlinders en blauwtjes (Lycaenidae).
De spanwijdte bedraagt 25 tot 28 millimeter.
De soort komt voor in de Alpen, de Pyreneeën en van Scandinavië tot het zuiden van Siberië en het noorden van Mongolië. In Nederland en België komt hij niet voor. De vliegtijd is van mei tot en met augustus.
De waardplanten van het zilverbruin blauwtje zijn soorten Geranium. De soort overwintert als ei of rups. De rups wordt door mieren verzorgd.

## Ondersoorten
- Aricia nicias nicias
- Aricia nicias kolosovi Korshunov, 1995
  - = Lycaena donzeli var. septentrionalis Krulikowsky, 1908
- Aricia nicias bittis Fruhstorfer, 1915 S.Urals, Altai, Sayan
- Aricia nicias borsippa Fruhstorfer, 1915